# Pieter Mulier le Jeune
Pieter Mulier le Jeune ou Pietro Mulieribus ou Pietro Cavaliere Tempesta né en 1637 à Haarlem dans les Provinces-Unies et mort le 29 juin 1701 à Milan est un peintre de marine de l’âge d'or de la peinture néerlandaise.

## Biographie
Il est né en 1637 à Haarlem dans les Provinces-Unies, pendant le siècle d'or néerlandais.
Il étudie la peinture auprès de son père Pieter Mulier le Vieux. Il entreprend un voyage in Italie, il travaille à Rome (1656-1670), à Gênes (1670-1684) et au Nord de l'Italie jusqu'à l'année de sa mort à Milan. Il enseigne la peinture au peintre Carlo Antonio Tavella. Il est connu pour ses œuvres de paysages italianisants et ses marines, à la manière de Thomas Wijck.
Il a été emprisonné durant 16 ans à Gênes pour le meurtre de son épouse. Il retrouva la liberté en 1684, lorsque les Français bombardèrent cette cité. Il s'enfuit alors à Parme.
Il meurt en 1701 à Milan, en Italie.

## Œuvres
- Une masure dans une cour rustique[2], Musée du Louvre, Paris
- Un berger et quelques moutons passant devant une ferme[3], Musée du Louvre,  Paris
- Vaisseaux dans la tempête, Musée Jeanne d'Aboville, La Fère